# 巴黎喜劇院

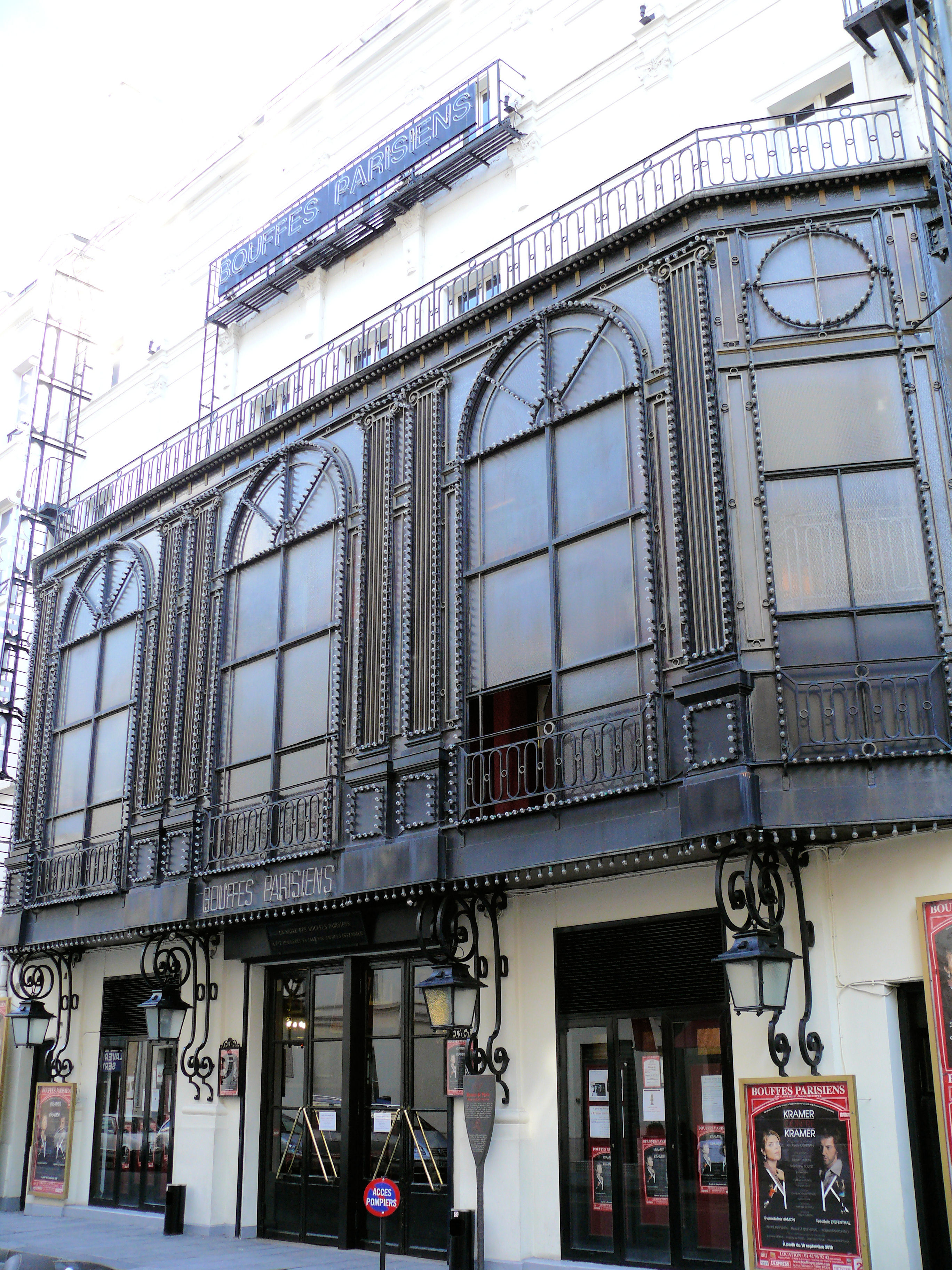
2010年時的巴黎喜劇院

巴黎喜劇院（法語：Théâtre des Bouffes-Parisiens）是位於法國首都巴黎的一座劇院，由賈克·奧芬巴哈成立於1855年。

## 外部連結
- The Theatre's website （页面存档备份，存于）

48°52′09″N 2°20′08″E / 48.86917°N 2.33556°E